# ميشيغان سيتي
ميشيغان سيتي (إنديانا) (بالإنجليزية: Michigan City, Indiana)‏ هي مدينة تقع في الولايات المتحدة في مقاطعة لابورت (إنديانا). يقدر عدد سكانها بـ 31,479 نسمة ومساحتها 59.21 كم2 وترتفع عن سطح البحر 191 متر.

## التركيبة السكانية
قام مكتب تعداد الولايات المتحدة بتحديد بيانات التركيبة السكانية لميشيغان سيتيفي تعداد الولايات المتحدة. في ما يلي، التركيبة السكانية حسب تعدادي 2000 و2010.

### تعداد عام 2000
بلغ عدد سكان ميشيغان سيتي 32,900 نسمة بحسب تعداد عام 2000، وبلغ عدد الأسر 12,550 أسرة وعدد العائلات 7,906 عائلة مقيمة في المدينة.
وتوزع التركيب العرقي للمدينة بنسبة 69.45% من البيض و 0.26% من الأمريكيين الأصليين و 0.51% من الأمريكيين ذوي الأصول الآسيوية و 0.02% من سكان جزر المحيط الهادئ و 26.31% من الأمريكيين الأفارقة و 2.36% من عرقين مختلطين أو أكثر.
بلغ عدد الأسر 12,550 أسرة كانت نسبة 30.6% منها لديها أطفال تحت سن الثامنة عشر تعيش معهم، وبلغت نسبة الأزواج القاطنين مع بعضهم البعض 40.0% من أصل المجموع الكلي للأسر، ونسبة 18.1% من الأسر كان لديها معيلات من الإناث دون وجود شريك، وكانت نسبة 37.0% من غير العائلات. تألفت نسبة 30.9% من أصل جميع الأسر من أفراد ونسبة 11.6% كانوا يعيش معهم شخص وحيد يبلغ من العمر 65 عاماً فما فوق. وبلغ متوسط حجم الأسرة المعيشية 3.02، أما متوسط حجم العائلات فبلغ 2.41.
بلغ العمر الوسطي للسكان 35 عاماً. وكانت نسبة 25.0% من القاطنين تحت سن الثامنة عشر، وكانت نسبة 9.6% بين الثامنة عشر والأربعة وعشرون عاماً، ونسبة 30.8% كانت واقعةً في الفئة العمرية ما بين الخامسة والعشرون حتى والأربعة وأربعون عاماً، ونسبة 20.6% كانت ما بين الخامسة والأربعون حتى الرابعة والستون، ونسبة 14.1% كانت ضمن فئة الخامسة والستون عاماً فما فوق. يوجد لكل 100 أنثى 101.8 ذكر، ويوجد لكل 100 أنثى في الثامنة عشر من عمرها فما فوق 100.9 ذكر.
وكان متوسط دخل الذكور 32,194 دولار مقابل 23,125 دولار للإناث. وسجل دخل الفرد الخاص بالمدينة 16,995 دولار. وكانت نسبة 10.4% من العائلات ونسبة 13.3% من السكان تحت خط الفقر، وكان من هؤلاء نسبة 20.2% تحت سن الثامنة عشر ونسبة 9.5% في الخامسة والستين من العمر وما فوق.

### تعداد عام 2010
بلغ عدد سكان ميشيغان سيتي 31,479 نسمة بحسب تعداد عام 2010، وبلغ عدد الأسر 12,136 أسرة وعدد العائلات 7,147 عائلة مقيمة في المدينة. في حين سجلت الكثافة السكانية 1,606.9 نسمة لكل ميل مربع (620.4/كم2). وبلغ عدد الوحدات السكنية 14,435 وحدة بمتوسط كثافة قدره 736.9 لكل ميل مربع (284.5/كم2).
وتوزع التركيب العرقي للمدينة بنسبة 64.9% من البيض و 0.4% من الأمريكيين الأصليين و 0.7% من الأمريكيين ذوي الأصول الآسيوية و 28.1% من الأمريكيين الأفارقة و 3.7% من عرقين مختلطين أو أكثر.
بلغ عدد الأسر 12,136 أسرة كانت نسبة 30.5% منها لديها أطفال تحت سن الثامنة عشر تعيش معهم، وبلغت نسبة الأزواج القاطنين مع بعضهم البعض 33.4% من أصل المجموع الكلي للأسر، ونسبة 19.0% من الأسر كان لديها معيلات من الإناث دون وجود شريك، بينما كانت نسبة 6.5% من الأسر لديها معيلون من الذكور دون وجود شريكة وكانت نسبة 41.1% من غير العائلات. وبلغ متوسط حجم الأسرة المعيشية 3.05، أما متوسط حجم العائلات فبلغ 2.37.
بلغ العمر الوسطي للسكان 37.1 عاماً. وكانت نسبة 23.5% من القاطنين تحت سن الثامنة عشر، وكانت نسبة 8.9% بين الثامنة عشر والأربعة وعشرون عاماً، ونسبة 27.8% كانت واقعةً في الفئة العمرية ما بين الخامسة والعشرون حتى والأربعة وأربعون عاماً، ونسبة 26.2% كانت ما بين الخامسة والأربعون حتى الرابعة والستون، ونسبة 13.5% كانت ضمن فئة الخامسة والستون عاماً فما فوق. وتوزع التركيب الجنسي للسكان بنسبة 51.4% ذكور و48.6% إناث.